# Bugle-Observer
Le Bugle-Observer est un journal basé à Woodstock dans le Nouveau-Brunswick, au Canada. Il donne des informations locales des comtés de Carleton et de York. Il est publié deux fois par semaine, le jeudi et le vendredi. Il est issu de la fusion de deux journaux locaux, The Bugle et The Observer, basé à Hartland. Il est la propriété de Brunswick News.

## Référence
- (en) Cet article est partiellement ou en totalité issu de l’article de Wikipédia en anglais intitulé « Bugle-Observer » (voir la liste des auteurs).